# Prothemus neimongolanus
Prothemus neimongolanus es una especie de coleóptero de la familia Cantharidae.

## Distribución geográfica
Habita en Nei Mongol (China).